# Ashleigh Weerden
Ashleigh Joëlle Elisabeth Weerden (Amsterdam, 7 giugno 1999) è una calciatrice olandese, attaccante del Crystal Palace.

## Statistiche

### Presenze e reti nei club
Statistiche aggiornate al 20 novembre 2023.
| Stagione           | Squadra            | Campionato         | Campionato | Campionato | Coppe nazionali | Coppe nazionali | Coppe nazionali | Coppe continentali | Coppe continentali | Coppe continentali | Altre coppe | Altre coppe | Altre coppe | Totale | Totale |
| Stagione           | Squadra            | Comp               | Pres       | Reti       | Comp            | Pres            | Reti            | Comp               | Pres               | Reti               | Comp        | Pres        | Reti        | Pres   | Reti   |
| ------------------ | ------------------ | ------------------ | ---------- | ---------- | --------------- | --------------- | --------------- | ------------------ | ------------------ | ------------------ | ----------- | ----------- | ----------- | ------ | ------ |
| 2017-2018          | Twente             | ED                 | 24         | 2          | CO              | ?               | ?               | -                  | -                  | -                  | -           | -           | -           | 24+    | 2+     |
| 2018-2019          | Twente             | ED                 | 24         | 4          | CO              | ?               | ?               | -                  | -                  | -                  | -           | -           | -           | 24+    | 4+     |
| 2019-2020          | Twente             | ED                 | 12         | 0          | CO              | ?               | ?               | UWCL               | 7                  | 2                  | -           | -           | -           | 19+    | 2+     |
| Totale Twente      | Totale Twente      | Totale Twente      | 60         | 6          | -               | ?               | ?               | -                  | 7                  | 2                  | -           | -           | -           | 47     | 3      |
| 2020-2021          | Montpellier        | D1                 | 20         | 1          | CF              | 1               | 0               | -                  | -                  | -                  | -           | -           | -           | 21     | 1      |
| 2021-2022          | Montpellier        | D1                 | 16         | 0          | CF              | 1               | 0               | -                  | -                  | -                  | -           | -           | -           | 17     | 0      |
| Totale Montpellier | Totale Montpellier | Totale Montpellier | 36         | 1          | -               | 2               | 0               | -                  | -                  | -                  | -           | -           | -           | 38     | 1      |
| 2022-2023          | Ajax               | ED                 | 19         | 3          | CO              | 3               | 0               | UWCL               | 4                  | 0                  | SO          | 1           | 1           | 27     | 4      |
| 2023-2024          | Ajax               | ED                 | 6          | 0          | CO              | -               | -               | UWCL               | 5                  | 0                  | SO          | 1           | 0           | 11     | 0      |
| Totale Ajax        | Totale Ajax        | Totale Ajax        | 25         | 3          | -               | 2               | 0               | -                  | 9                  | 0                  | -           | 2           | 1           | 39     | 4      |
| Totale carriera    | Totale carriera    | Totale carriera    | 121        | 10         | -               | 5+              | 0+              | -                  | 16                 | 0                  | -           | 2           | 1           | 144+   | 11+    |

## Palmarès

### Club
- Campionato olandese: 1

Twente: 2018-2019